# Батьки (радянський фільм)
«Батьки» (рос. «Отцы») — радянський двосерійний художній фільм 1988 року, знятий режисером Аркадієм Сіренком на кіностудії «Мосфільм».

## Сюжет
Дія фільму розгортається у другій половині 1960-х років. Головний герой картини — молодий працівник апарату Володимир Новиков, приваблива, освічена, енергійна людина — процвітаючий функціонер. У Новикова юна кохана — студентка Таня, з якою він ніколи не одружиться (є сім'я, двоє дітей, тесть з «колишніх»). На ударному комсомольському будівництві в Сибіру Новиков має ліквідувати конфлікт, що виник між комсомольською організацією та керівництвом. Він це робить із властивою йому холодною підлістю, як досвідчений провокатор. Батько коханої Новикова, Іван Дронов, робітник, втілення чистого, морального початку робить відплату за його підлість.

## У ролях
- Борис Щербаков — Володимир Сергійович Новиков
- Олег Борисов — Іван Васильович Дронов
- Галина Булгакова — Таня Дронова, кохана Новикова
- Ірина Розанова — Лариса, дружина Володимира
- Євген Матвєєв — Михайло Іванович, тесть Новикова, колишня «велика людина»
- Едуард Бочаров — Василь Никифорович Козлов, фронтовий товариш Дронова
- Сергій Гармаш — таксист
- Олександр Феклістов — Анатолій, колишній однокашник Новикова
- Наталія Попова — Анна Сергіївна Дронова, мати Тані
- Микола Лавров — Микола Степанович, шеф Новикова
- Маріанна Стриженова — Марія Миколаївна, теща Новикова
- Володимир Осипчук — Сафонов
- Володимир Виноградов — Сергій
- Всеволод Плохов — Микитка
- Наталія Сіренко — Юленька
- Володимир Сальников — Бєлов
- Любов Калюжна — теща Козлова
- Галина Булкіна — Клавдія Козлова
- Ігор Косухін — начальник цеху
- Борис Сморчков — майстер на заводі
- Надія Самсонова — учасниця чаювання
- Олександр Котов — Юрій Андрійович
- Євген Мушко — виконроб на будівництві
- Олена Гольянова — епізод
- Валеріан Виноградов — учасник зборів
- Валентина Ушакова — родичка
- С. Дробадковський — епізод
- В. Спірідонова — епізод
- Володимир Чуприков — комсомолець
- Віталій Яковлєв — епізод
- Світлана Востокова — епізод
- Лідія Старокольцева — сусідка
- Олена Богданова — приживалка

## Знімальна група
- Режисер — Аркадій Сіренко
- Сценарист — Євген Григор'єв
- Оператор — Елізбар Караваєв
- Композитор — Іраклій Габелі
- Художник — Микола Маркін